# 1999 في البرازيل
فيما يلي قوائم الأحداث التي وقعت خلال عام 1999 في البرازيل.

## رياضة
- 1 يناير – الدوري البرازيلي لكرة القدم 1999
- 11 أبريل – جائزة البرازيل الكبرى 1999 الفائز ميكا هاكينن.

## برامج ومسلسلات وأنمي
- جوليانا

## مواليد

### سبتمبر
- 30 سبتمبر – فلافيا سارايفا لاعبة جمباز فني برازيلية.

## وفيات

### أغسطس
- 27 أغسطس – هيلدر كامارا (مواليد 1909)

### نوفمبر
- 22 نوفمبر – فلافيو كوستا (مواليد 1906)

### ديسمبر
- 8 ديسمبر – أنتويو دياز دوس سانتوس (مواليد 1948) لاعب كرة قدم برازيلي.
- 24 ديسمبر – جواو فيغيريدو (مواليد 1918)